# Только облака закрывают звёзды
«Только облака закрывают звёзды» (норв. Bare skyer beveger stjernene) — норвежский семейный фильм с элементами драмы, снятый в 1998 году. Режиссёром фильма является Торун Лиан.

## Сюжет
От рака умирает брат главной героини, одиннадцатилетней Марии. Мама впадает в депрессию, и лишь папа пытается сохранить семью, которая, казалось бы, перестала существовать. Отец девочки отправляет её на лето к бабушке с дедушкой, где Мария знакомится с Якубом, соседским мальчиком-сверстником. Мария чувствует себя несчастной, но Якуб помогает ей найти надежду и веру в себя. После чего девочка уверена, что должна помочь маме вернуть её к нормальному существованию.

## В ролях
- Теа Софи Рюстен — Мария
- Жан Тор Кристоферсен — Якуб
- Аннеке фон Дер Липпе — мама
- Йорген Лангхелле — папа
- Андрине Сетер — тётя
- Эйндриде Эйдсвольд — дядя
- Бьорн Йенсег — дедушка
- Кари Симонсен — бабушка
- Андерс Т. Андерсен — учитель
- Хельге Юрдаль — клерк

## Награды
- 1999: награда «Хрустальный медведь» на 49-м Берлинском международном кинофестивале